# Jean-Philippe Charlet
Jean-Philippe Charlet (Bergen, 12 januari 1982) is een Belgisch voetballer die bij voorkeur als verdediger speelt.

## Carrière
| jaar      | land            | club                        |
| --------- | --------------- | --------------------------- |
| 1991-1993 | Vlag van België | RSC Wasmes (jeugd)          |
| 1993-1996 | Vlag van België | R. Francs Borains (jeugd)   |
| 1996-1997 | Vlag van België | Standard Luik (jeugd)       |
| 1997-2001 | Vlag van België | Excelsior Moeskroen (jeugd) |
| 2001-2008 | Vlag van België | Excelsior Moeskroen         |
| 2008-2009 | Vlag van België | FC Brussels                 |
| 2009-2012 | Vlag van België | RUS Genly-Quévy 89          |
| 2012-2013 | Vlag van België | FC Bleid-Gaume              |